# Lijst van wormslangen
Onderstaand een lijst van alle soorten wormslangen (Typhlopidae). Er zijn 275 verschillende soorten in achttien geslachten. Drie geslachten zijn monotypisch en worden door slechts een enkele soort vertegenwoordigd. De lijst is gebaseerd op de Reptile Database.
- Soort Acutotyphlops banaorum
- Soort Acutotyphlops infralabialis
- Soort Acutotyphlops kunuaensis
- Soort Acutotyphlops solomonis
- Soort Acutotyphlops subocularis
- Soort Afrotyphlops angolensis
- Soort Afrotyphlops anomalus
- Soort Afrotyphlops bibronii
- Soort Afrotyphlops blanfordii
- Soort Afrotyphlops brevis
- Soort Afrotyphlops calabresii
- Soort Afrotyphlops chirioi
- Soort Afrotyphlops congestus
- Soort Afrotyphlops cuneirostris
- Soort Afrotyphlops elegans
- Soort Afrotyphlops fornasinii
- Soort Afrotyphlops gierrai
- Soort Afrotyphlops kaimosae
- Soort Afrotyphlops liberiensis
- Soort Afrotyphlops lineolatus
- Soort Afrotyphlops mucruso
- Soort Afrotyphlops nanus
- Soort Afrotyphlops nigrocandidus
- Soort Afrotyphlops obtusus
- Soort Afrotyphlops platyrhynchus
- Soort Afrotyphlops punctatus
- Soort Afrotyphlops rondoensis
- Soort Afrotyphlops rouxestevae
- Soort Afrotyphlops schlegelii
- Soort Afrotyphlops schmidti
- Soort Afrotyphlops steinhausi
- Soort Afrotyphlops tanganicanus
- Soort Afrotyphlops usambaricus
- Soort Amerotyphlops amoipira
- Soort Amerotyphlops arenensis
- Soort Amerotyphlops brongersmianus
- Soort Amerotyphlops costaricensis
- Soort Amerotyphlops lehneri
- Soort Amerotyphlops microstomus
- Soort Amerotyphlops minuisquamus
- Soort Amerotyphlops paucisquamus
- Soort Amerotyphlops reticulatus
- Soort Amerotyphlops stadelmani
- Soort Amerotyphlops tasymicris
- Soort Amerotyphlops tenuis
- Soort Amerotyphlops trinitatus
- Soort Amerotyphlops tycherus
- Soort Amerotyphlops yonenagae
- Soort Anilios affinis
- Soort Anilios ammodytes
- Soort Anilios aspina
- Soort Anilios australis
- Soort Anilios batillus
- Soort Anilios bicolor
- Soort Anilios bituberculatus
- Soort Anilios broomi
- Soort Anilios centralis
- Soort Anilios chamodracaena
- Soort Anilios diversus
- Soort Anilios endoterus
- Soort Anilios erycinus
- Soort Anilios fossor
- Soort Anilios ganei
- Soort Anilios grypus
- Soort Anilios guentheri
- Soort Anilios hamatus
- Soort Anilios howi
- Soort Anilios insperatus
- Soort Anilios kimberleyensis
- Soort Anilios leptosoma
- Soort Anilios leucoproctus
- Soort Anilios ligatus
- Soort Anilios longissimus
- Soort Anilios margaretae
- Soort Anilios micromma
- Soort Anilios minimus
- Soort Anilios nema
- Soort Anilios nigrescens
- Soort Anilios obtusifrons
- Soort Anilios pilbarensis
- Soort Anilios pinguis
- Soort Anilios proximus
- Soort Anilios robertsi
- Soort Anilios silvia
- Soort Anilios splendidus
- Soort Anilios systenos
- Soort Anilios torresianus
- Soort Anilios tovelli
- Soort Anilios troglodytes
- Soort Anilios unguirostris
- Soort Anilios vagurima
- Soort Anilios waitii
- Soort Anilios wiedii
- Soort Anilios yampiensis
- Soort Anilios yirrikalae
- Soort Anilios zonula
- Soort Antillotyphlops annae
- Soort Antillotyphlops catapontus
- Soort Antillotyphlops dominicanus
- Soort Antillotyphlops geotomus
- Soort Antillotyphlops granti
- Soort Antillotyphlops guadeloupensis
- Soort Antillotyphlops hypomethes
- Soort Antillotyphlops monastus
- Soort Antillotyphlops monensis
- Soort Antillotyphlops naugus
- Soort Antillotyphlops platycephalus
- Soort Antillotyphlops richardi
- Soort Argyrophis bothriorhynchus
- Soort Argyrophis diardii
- Soort Argyrophis fuscus
- Soort Argyrophis giadinhensis
- Soort Argyrophis hypsobothrius
- Soort Argyrophis klemmeri
- Soort Argyrophis koshunensis
- Soort Argyrophis muelleri
- Soort Argyrophis oatesii
- Soort Argyrophis roxaneae
- Soort Argyrophis siamensis
- Soort Argyrophis trangensis
- Soort Cubatyphlops anchaurus
- Soort Cubatyphlops anousius
- Soort Cubatyphlops arator
- Soort Cubatyphlops biminiensis
- Soort Cubatyphlops caymanensis
- Soort Cubatyphlops contorhinus
- Soort Cubatyphlops epactius
- Soort Cubatyphlops golyathi
- Soort Cubatyphlops notorachius
- Soort Cubatyphlops paradoxus
- Soort Cubatyphlops perimychus
- Soort Cubatyphlops satelles
- Soort Cyclotyphlops deharvengi
- Soort Grypotyphlops acutus
- Soort Indotyphlops ahsanai
- Soort Indotyphlops albiceps
- Soort Indotyphlops braminus
- Soort Indotyphlops exiguus
- Soort Indotyphlops filiformis
- Soort Indotyphlops fletcheri
- Soort Indotyphlops jerdoni
- Soort Indotyphlops lankaensis
- Soort Indotyphlops lazelli
- Soort Indotyphlops leucomelas
- Soort Indotyphlops longissimus
- Soort Indotyphlops loveridgei
- Soort Indotyphlops madgemintonae
- Soort Indotyphlops malcolmi
- Soort Indotyphlops meszoelyi
- Soort Indotyphlops pammeces
- Soort Indotyphlops porrectus
- Soort Indotyphlops schmutzi
- Soort Indotyphlops tenebrarum
- Soort Indotyphlops tenuicollis
- Soort Indotyphlops veddae
- Soort Indotyphlops violaceus
- Soort Letheobia acutirostrata
- Soort Letheobia akagerae
- Soort Letheobia angeli
- Soort Letheobia caeca
- Soort Letheobia coecatus
- Soort Letheobia crossii
- Soort Letheobia debilis
- Soort Letheobia decorosus
- Soort Letheobia episcopus
- Soort Letheobia erythraea
- Soort Letheobia feae
- Soort Letheobia gracilis
- Soort Letheobia graueri
- Soort Letheobia jubana
- Soort Letheobia kibarae
- Soort Letheobia largeni
- Soort Letheobia leucosticta
- Soort Letheobia lumbriciformis
- Soort Letheobia manni
- Soort Letheobia mbeerensis
- Soort Letheobia newtoni
- Soort Letheobia pallida
- Soort Letheobia pauwelsi
- Soort Letheobia pembana
- Soort Letheobia praeocularis
- Soort Letheobia rufescens
- Soort Letheobia simoni
- Soort Letheobia somalica
- Soort Letheobia stejnegeri
- Soort Letheobia sudanensis
- Soort Letheobia swahilica
- Soort Letheobia toritensis
- Soort Letheobia uluguruensis
- Soort Letheobia weidholzi
- Soort Letheobia wittei
- Soort Letheobia zenkeri
- Soort Madatyphlops albanalis
- Soort Madatyphlops andasibensis
- Soort Madatyphlops arenarius
- Soort Madatyphlops boettgeri
- Soort Madatyphlops cariei
- Soort Madatyphlops comorensis
- Soort Madatyphlops decorsei
- Soort Madatyphlops domerguei
- Soort Madatyphlops eudelini
- Soort Madatyphlops madagascariensis
- Soort Madatyphlops microcephalus
- Soort Madatyphlops mucronatus
- Soort Madatyphlops ocularis
- Soort Madatyphlops rajeryi
- Soort Madatyphlops reuteri
- Soort Malayotyphlops andyi
- Soort Malayotyphlops canlaonensis
- Soort Malayotyphlops castanotus
- Soort Malayotyphlops collaris
- Soort Malayotyphlops denrorum
- Soort Malayotyphlops hypogius
- Soort Malayotyphlops koekkoeki
- Soort Malayotyphlops kraalii
- Soort Malayotyphlops luzonensis
- Soort Malayotyphlops manilae
- Soort Malayotyphlops ruber
- Soort Malayotyphlops ruficauda
- Soort Ramphotyphlops acuticauda
- Soort Ramphotyphlops adocetus
- Soort Ramphotyphlops angusticeps
- Soort Ramphotyphlops becki
- Soort Ramphotyphlops bipartitus
- Soort Ramphotyphlops conradi
- Soort Ramphotyphlops cumingii
- Soort Ramphotyphlops depressus
- Soort Ramphotyphlops exocoeti
- Soort Ramphotyphlops flaviventer
- Soort Ramphotyphlops hatmaliyeb
- Soort Ramphotyphlops lineatus
- Soort Ramphotyphlops lorenzi
- Soort Ramphotyphlops mansuetus
- Soort Ramphotyphlops marxi
- Soort Ramphotyphlops mollyozakiae
- Soort Ramphotyphlops multilineatus
- Soort Ramphotyphlops olivaceus
- Soort Ramphotyphlops similis
- Soort Ramphotyphlops suluensis
- Soort Ramphotyphlops supranasalis
- Soort Ramphotyphlops willeyi
- Soort Rhinotyphlops ataeniatus
- Soort Rhinotyphlops boylei
- Soort Rhinotyphlops lalandei
- Soort Rhinotyphlops leucocephalus
- Soort Rhinotyphlops schinzi
- Soort Rhinotyphlops scortecci
- Soort Rhinotyphlops unitaeniatus
- Soort Sundatyphlops polygrammicus
- Soort Typhlops agoralionis
- Soort Typhlops capitulatus
- Soort Typhlops eperopeus
- Soort Typhlops gonavensis
- Soort Typhlops hectus
- Soort Typhlops jamaicensis
- Soort Typhlops leptolepis
- Soort Typhlops lumbricalis
- Soort Typhlops oxyrhinus
- Soort Typhlops pachyrhinus
- Soort Typhlops proancylops
- Soort Typhlops pusillus
- Soort Typhlops rostellatus
- Soort Typhlops schwartzi
- Soort Typhlops silus
- Soort Typhlops sulcatus
- Soort Typhlops sylleptor
- Soort Typhlops syntherus
- Soort Typhlops tetrathyreus
- Soort Typhlops titanops
- Soort Xerotyphlops etheridgei
- Soort Xerotyphlops luristanicus
- Soort Xerotyphlops socotranus
- Soort Xerotyphlops syriacus
- Soort Xerotyphlops vermicularis
- Soort Xerotyphlops wilsoni